# Percepție extrasenzorială
Percepția extrasenzorială implică primirea informațiilor, dar nu prin simțurile fizice, ci cu ajutorul minții. Termenul a fost folosit de către psihologul J. B. Rhine, de la Universitatea din Duke.